# Martin Glaessner
Martin Fritz Glaessner (* 25. Dezember 1906 in Aussig; † 23. November 1989 in Melbourne) war ein australischer Geologe und Paläontologe. Er war ein international anerkannter Experte für präkambrische Fossilien.

## Leben
Glaessner stammte aus dem Nordböhmen und studierte ab 1925 an der Universität Wien Jura (Promotion 1929) und Geologie und Paläontologie (Promotion 1931). Daneben war er schon seit 1923 Wissenschaftler am Naturhistorischen Museum Wien und 1930/31 am Natural History Museum in London. 1932 bis 1934 arbeitete er für das staatliche Erdölinstitut in Moskau als Geologe und danach am Institut für mineralische Treibstoffe der Russischen Akademie der Wissenschaften. Daneben hielt er Vorlesungen am Erdölinstitut und Paläontologischen Institut der Lomonossow-Universität. 1936 heiratete er in Moskau. 1937 ging er wieder nach Wien. Da er über seinen Vater jüdische Vorfahren hatte, wurde er 1938 kurz verhaftet und arbeitete danach kurze Zeit für die spätere BP in London und ab 1938 bis 1950 in der Erdölexploration für Firmen (Joint Oil Exploration Companies) in Port Moresby und Melbourne in Australien als Chef-Paläontologe. Ab 1950 war er an der University of Adelaide, wo er den Rest seiner Laufbahn bis zu seinem Tod blieb, zunächst als Senior Lecturer, ab 1953 als Reader und ab 1964 als Professor für Geologie und Paläontologie. Seit 1972 war er dort Professor Emeritus. Ab 1953 war er auch mit dem South Australian Museum in Adelaide verbunden. Im Jahr 1971 wurde er zum Mitglied der Leopoldina gewählt.
Neben seinen Untersuchungen zu präkambrischen Fossilien (speziell Ediacara-Fauna) ab den 1950er Jahren war er schon seit den 1930er Jahren für Untersuchung von Mikrofossilien (speziell Foraminiferen) bekannt und setzte diese Arbeiten in Australien als Erdölgeologe und zum Beispiel in der Stratigraphie von Tertiär-Sedimenten in Süd-Australien fort.

## Ehrungen
Glaessner erhielt die Lyell-Medaille (1974), die Charles Doolittle Walcott Medal (1982) und die Eduard-Sueß-Gedenkmünze der österreichischen geologischen Gesellschaft. 1957 wurde er Mitglied der Australischen Akademie der Wissenschaften. 1962 bis 1977 stand er dem australischen nationalen Komitee für Geowissenschaften vor. 1985 wurde er Mitglied des Order of Australia für Leistungen insbesondere in der Mikropaläontologie. 1950 bis 1970 war er Honorary Research Associate des American Museum of Natural History. 1946 erhielt er einen D.Sc. der Universität Melbourne. 1983 wurde er Ehrenmitglied der Paläontologischen Gesellschaft.

## Schriften
- Über eine neue miozäne Krabbe und die Brachyurenfauna des Wiener Beckens. Verhandlungen der Geologischen Bundesanstalt 1924, S. 109–118 (zobodat.at [PDF; 604 kB]).
- Neue Emydenfunde aus dem Wiener Becken und die fossilen Clemmys-Arten des Mittelmeergebietes. Sitzungsberichte der Akademie der Wissenschaften mathematisch-naturwissenschaftliche Klasse 135, 1925, S. 51-71 (zobodat.at [PDF; 1,9 MB]).
- Neue Untersuchungen über die Grunder Schichten bei Korneuburg. Verhandlungen der Geologischen Bundesanstalt 1926, S. 111–125 (zobodat.at [PDF; 787 kB]).
- Die Dekapodenfauna des österreichischen Jungtertiärs. Jahrbuch der Kaiserlich-Königlichen Geologischen Reichsanstalt 78, 1928, S. 161–219 (zobodat.at [PDF; 3,1 MB]).
- Eine neue Schildkröte aus dem italienischen Miozän. Annalen des Naturhistorischen Museums in Wien 44, 1930, S. 413–418 (zobodat.at [PDF; 614 kB]).
- Neue Zähne von Menschenaffen aus dem Miozän des Wiener Beckens. Annalen des Naturhistorischen Museums in Wien 46, 1931, S. 15-27 (zobodat.at [PDF; 1,8 MB]).
- Geologische Studien in der äußeren Klippenzone. Jahrbuch der Kaiserlich-Königlichen Geologischen Reichsanstalt 81, 1931, S. 1–23 (zobodat.at [PDF; 1 MB]).
- Augensteinschotter im Bereich des Semmeringkalks und die geologischen Verhältnisse des Fundgebietes. Verhandlungen der Geologischen Bundesanstalt 1935, S. 167–171 (zobodat.at [PDF; 407 kB]).
- Zur Kenntnis der Nama-Fossilien Südwest-Afrikas. Annalen des Naturhistorischen Museums in Wien 66, 1963, S. 113–120 (zobodat.at [PDF; 3,2 MB]).
- Principles of Micropalaeontology, Melbourne University Press/Oxford University Press 1945, Hafner, New York 1963.
- Parvancorina – an artheopod from the Late Precambrian (Ediacarian) of South Australia. Annalen des Naturhistorischen Museums in Wien 83, 1980, S. 83–90 (zobodat.at [PDF; 4,1 MB]).
- The Dawn of Animal Life – a biohistorical study. Cambridge University Press, 1984.